# هو جينتاو
هو جين تاو (胡锦涛) ولد في 21 ديسمبر 1942 في محافظة يانغ سو شرقي الصين. هو رئيس جمهورية الصين الشعبية 15 مارس 2003 – 14 مارس 2013، خلفاً لجيانغ زيمين، ونائب رئيس الجمهورية (1998-2003). بجانب ذلك، كان الأمين العام للحزب الشيوعي الصيني في 15 نوفمبر 2002 – 15 نوفمبر 2012.

## النشأة وتعليمه وعائلته
ولد هو جينتاو في 21 ديسمبر 1942 في تايتشو بمقاطعة جيانغسو، وهو سليل مباشر لسلالة مينج هو تسونغ شيان المعروف بمحاربة القراصنة اليابانيين.
تربى هو جينتاو تحت ظل أسرة فقيرة بعض الشيء على الرغم من تجارة والده في الشاي، عملت والدته في التعليم وتوفيت عندما كان هو في السابعة من عمره ثم ربته عمته. ظهرت العديد من الشائعات عن والد هو خلال الثورة الثقافية وهذا ما أثر كثيرًا على هو الذي حاول بجدية تبرئة اسم والده من كل الشائعات.
انضم هو جينتاو إلى الحزب الشيوعي الصيني (CCP) في أبريل من سنة 1964، وتخرج في العام ذاته من جامعة تسينغهوا بعد دراسة محطات الطاقة الكهرومائية المركزية في قسم هندسة الموارد المائية ومارس عمله في يوليو 1965، وتعرف على زوجته ليو يونغ تشينغ خلال الفترة التي قضاها في تسينغهوا.
تزوج هو من ليو يونغ تشينغ التي تعرف عليها في جامعة تسينغهوا عندما كانا يدرسان هناك ولديهما طفلان. لم يُجر هو جينتاو أي مقابلة شخصية مع وسائل الإعلام واشتهر بلعبه للتنس وبالرقص أيضًا ويُقال إنه امتلك مهارة الذاكرة الصورية (الفوتوغرافية) عندما كان في الثانوية.

## بدايته
انضمّ إلى الحزب الشيوعي الصيني في العام 1964 عندما كان طالب هندسة مائية في جامعة سينغوا، والتقى بـ ليو يونغ شينغ التي أصبحت زوجته فيما بعد ليتخرج في سنة 1974 مهندسا مائيا.
في العام 1974، نقل إلى محافظة غانسو حيث التقى سونغ بينغ الذي كان قائد من قادة الحزب الشيوعي الصيني في ذلك الوقت الذي ساعد جينتاو ليصبح وكيل وزارة الأشغال والتعمير.

## الطريق إلى الحكم
في العام 1981، ذهب إلى مدرسة الحزب الشيوعي المركزي. في تلك المدرسة، صادق بنت دينغ شياو بينغ (قائد من قادة الصين من العام 1956 إلى العام 1993). صادق ابن هو ياو بانغ (قائد من قوات الصين من العام 1980 إلى العام 1987) أيضًا.
في العام 1984، رُفع إلى موقعهِ قائد للجنة الشباب الشيوعيين. من جانب ذلك، زار مع هو ياو بانغ في كل الصين.

## للاستزادة
- تطور الصين السلمي

## روابط خارجية
- هو جينتاو على موقع أوليمبيديا (الإنجليزية)
- هو جينتاو على موقع IMDb (الإنجليزية)
- هو جينتاو على موقع الموسوعة البريطانية (الإنجليزية)
- هو جينتاو على موقع مونزينجر (الألمانية)
- هو جينتاو على موقع إن إن دي بي (الإنجليزية)
- هو جينتاو على موقع قاعدة بيانات الفيلم (الإنجليزية)
- هو جينتاو على موقع كينوبويسك (الروسية)